# Seventh Sojourn
Seventh Sojourn è l'ottavo album della rock band The Moody Blues, del 1972 che raggiunge la prima posizione nella Billboard 200 per cinque settimane ed in Canada, la seconda in Australia, la quinta nel Regno Unito, la settima in Olanda e la decima in Norvegia.

## Tracce
1. Lost in a Lost World – 4:42 - (Mike Pinder)
2. New Horizons – 5:11 - (Justin Hayward)
3. For My Lady – 3:58 - (Ray Thomas)
4. Isn't Life Strange – 6:09 - (John Lodge)
5. You and Me – 4:21 - (Hayward/Graeme Edge)
6. The Land of Make-Believe – 4:52 - (Hayward)
7. When You're a Free Man – 6:06 - (Pinder)
8. I'm Just a Singer (In a Rock and Roll Band) – 4:18 - (Lodge)

## Formazione
- Justin Hayward - chitarra, voce
- John Lodge - basso, voce
- Michael Pinder - tastiera, voce
- Ray Thomas - flauto, voce
- Graeme Edge - batteria